# 9566 Рихлова
9566 Рихлова (9566 Rykhlova) — астероїд головного поясу, відкритий 18 вересня 1987 року.
Тіссеранів параметр щодо Юпітера — 3,506.